# 韦尔讷伊堡
韦尔讷伊堡（法語：Verneuil-le-Château，法語發音：[vɛʁnœj lə ʃato] ⓘ）是法国安德尔-卢瓦尔省的一个市镇，位于该省西南部，属于希农区。

## 地理
韦尔讷伊堡（47°2'19"N, 0°27'27"E）面积8.44 平方千米，位于法国中央-卢瓦尔河谷大区安德尔-卢瓦尔省，该省份为法国中西部省份，北起萨尔特省、东北接卢瓦-谢尔省，东南接安德尔省，南至维埃纳省，西临曼恩-卢瓦尔省。
与韦尔讷伊堡接壤的市镇（或旧市镇、城区）包括：舍泽勒、库尔库埃、吕泽、维埃纳河畔里伊。

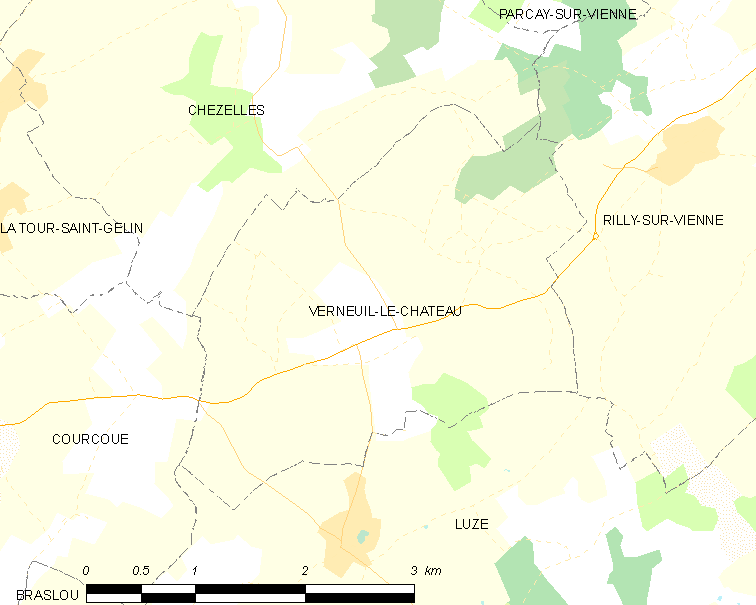
韦尔讷伊堡的OSM定位图

韦尔讷伊堡的时区为UTC+01:00、UTC+02:00（夏令时）。

## 行政
韦尔讷伊堡的邮政编码为37120，INSEE市镇编码为37268。

## 政治
韦尔讷伊堡所属的省级选区为图赖讷地区圣莫尔县。

## 人口

1962-2008年间韦尔讷伊堡人口变化图示

韦尔讷伊堡于2022年1月1日时的人口数量为125人。